# Tracking and Data Relay Satellite System

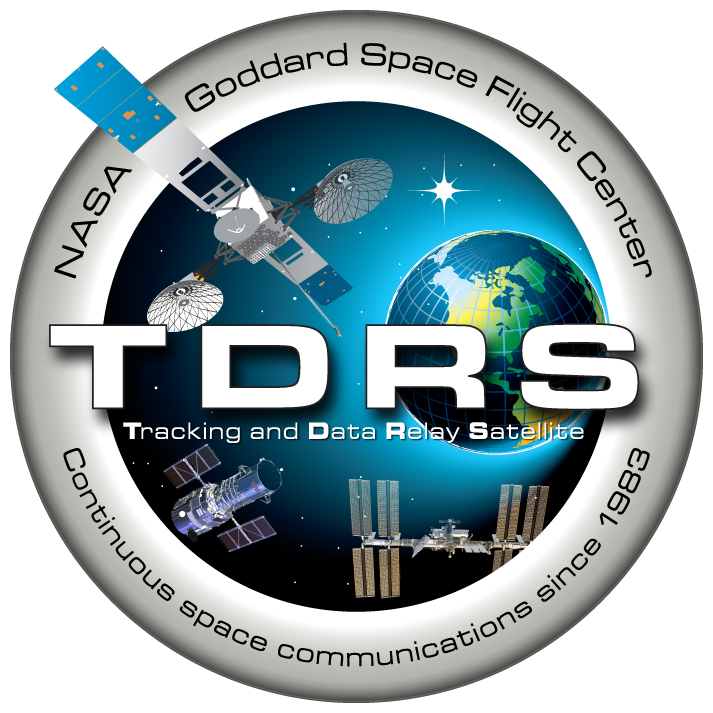
TDRS Program Logo

Das Tracking and Data Relay Satellite System (TDRSS) (englisch für Kursverfolgungs- und Datenrelaissatellitensystem) ist ein Netzwerk von amerikanischen Kommunikationssatelliten und Basisstationen, das von der NASA zur Raumfahrtkommunikation genutzt wird. Das System wurde aus dem zuvor bestehenden Manned Space Flight Network (MSFN) weiterentwickelt, das alle bemannten Missionen der NASA bis dahin unterstützt hatte. Hauptziel der Entwicklung war die Erhöhung der Kommunikationsabdeckung und der Bandbreite durch die Hinzunahme von Relaissatelliten. Die ersten Tracking and Data Relay Satellites (TDRS) wurden in den 1980er Jahren mit dem Space Shuttle in einen geostationären Orbit gebracht. Andere TDRS wurden durch Atlas II und Atlas V in Betrieb genommen. Der derzeit letzte Satellit TDRS-M startete am 18. August 2017.

## Entstehungsgeschichte
Um den Anforderungen von hoch verfügbarer Kommunikation zwischen Weltraumobjekten und Erdstationen zu erfüllen, gründete die NASA 1961 das Spacecraft Tracking and Data Acquisition Network (STADAN). Es wurde gebraucht für Raketenstarts und für Tracking und Kommunikation von Satelliten in niedrigen Erdumlaufbahnen. Durch den Einsatz von Parabolantennen und Kommunikationsequipment in Süd- und Nordamerika konnte eine Orbitabdeckung von 15 % erreicht werden. In den 60er Jahren kamen zusätzliche Stationen in Europa, Asien und Australien hinzu; das Netz wuchs auf 20 Stationen.
Am Ende des Apollo-Sojus-Test-Projekts 1975 entschied sich die NASA, das Manned Space Flight Network (MSFN) und STADAN im Spacecraft Tracking and Data Network (STDN) zusammenzuführen. Nach der Konsolidierung zu STDN zeigten sich die Nachteile von vielen weltweit verteilten Basisstationen, davon einige in geopolitisch instabilen Ländern. Ein neues raumfahrtgestütztes Kommunikationssystem sollte entwickelt werden. Das neue System stützt sich auf geoorbitale Satelliten, die aufgrund ihrer Position von jeder Stelle am Himmel und aus jedem beliebigen Orbit jederzeit Daten übermitteln und empfangen können. Diese geostationären Satelliten haben ununterbrochen Kontakt zu einer Basisstation, die breitbandig alle Daten vom Relaissatelliten empfängt. Zuvor blieben den Trackingstationen am Boden während des Überflugs nur wenige Minuten Zeit, um ein Raumfahrzeug in niederer Umlaufbahn zu erfassen und Daten auszutauschen.
In der ersten Phase wurde von zwei Basisstationen – an der West- und Ostküste der USA – ausgegangen, zwei operativen Satelliten und einem Reservesatelliten. 1983 wurde der erste TDR-Satellit (TDRS-1) in Betrieb genommen, und im September 1988 startete TDRS-3 und formte das erste Tracking and Data Relay Satellite System. Nach der Fertigstellung der Studie erkannte man, dass noch Anpassungen notwendig waren, um eine 100-%-Erdabdeckung zu erreichen. Ein kleiner Bereich war durch die Verwendung von nur zwei Bodenstationen nicht abgedeckt und somit außerhalb der Sichtlinie. Dieser Bereich ist auch als Zone of Exclusion (ZOE) bekannt. Dadurch konnte in diesem Bereich zwischen Raumfahrzeugen und Bodenstation keine Kommunikation stattfinden. Durch Hinzufügen eines zusätzlichen Satelliten 1991, einer Bodenstation 1992 und die Umstellung auf eine Konfiguration mit drei operativen Satelliten konnte das Problem gelöst werden. Eine 100-%-Abdeckung war hergestellt. Diese wurde später die Grundlage für das heute verwendete TDRSS-Netzwerkdesign.

## Netzwerk
TDRSS weist im Aufbau Ähnlichkeiten zu anderen Raumfahrtsystemen wie dem European Data Relay Satellite auf. Es besteht aus drei Hauptkomponenten:
- Basisstation
- Weltraumsegment
- Benutzersegment

Um im Fehlerfall Raumfahrtmissionen nicht zu gefährden, sind diese Komponenten redundant ausgeführt.

## Basisstationen und Fernstationen

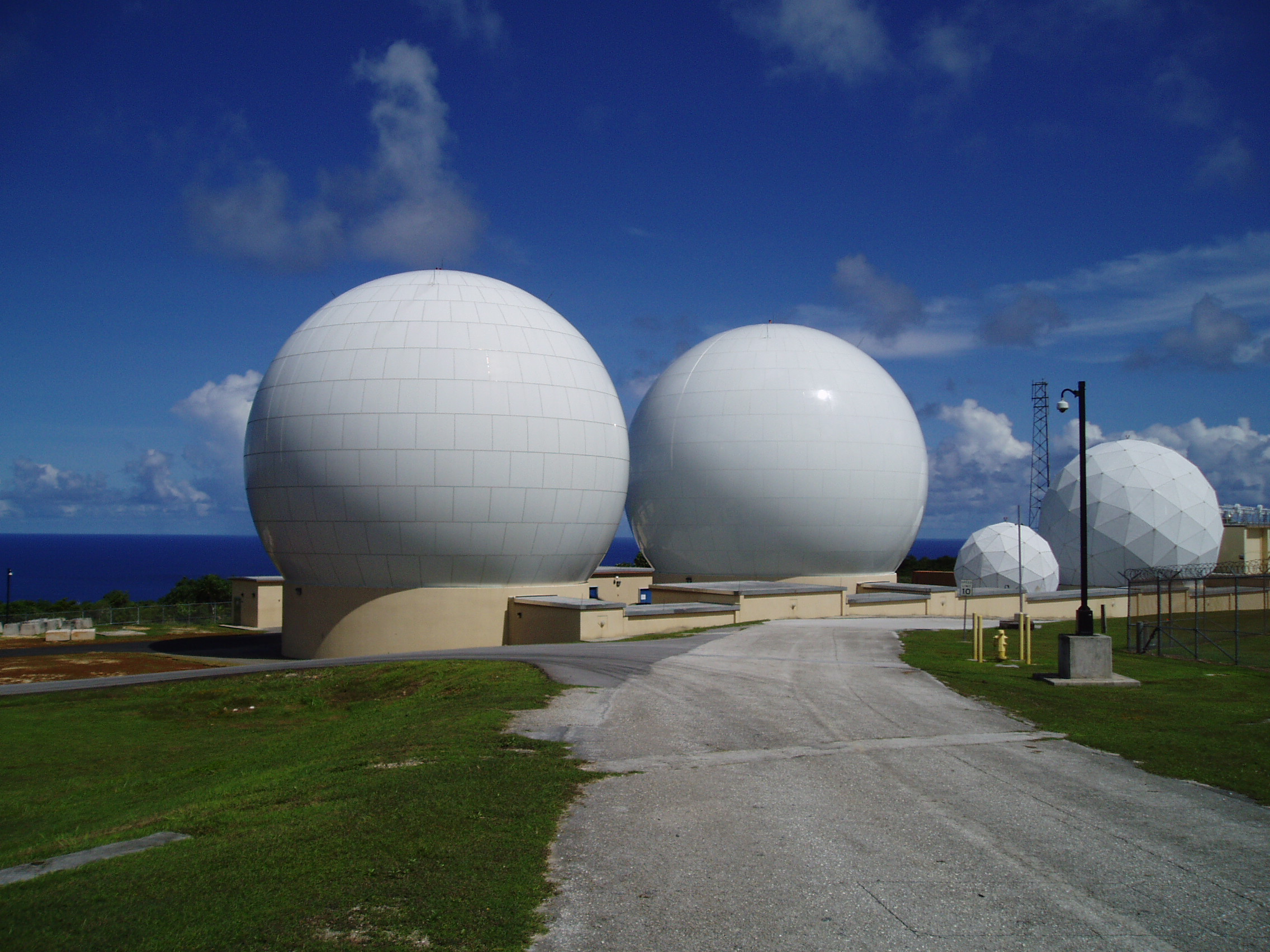
Guam Remote Station

Das Basissegment von TDRSS besteht aus zwei Basisstationen, dem White Sands Complex (WSC) im Süden von New Mexico und dem Network Control Center Goddard Space Flight Center in Greenbelt, Maryland. Diese zwei Basisstationen bilden den Kern des Netzwerks und stellen Kommando- und Kontrolldienste zur Verfügung. WSC, in der Nähe von Las Cruces, besteht aus:
- White Sands Ground Terminal (WSGT)
- Second TDRSS Ground Terminal (STGT)
- Extended TDRS Ground Terminal (ETGT)

Darüber hinaus existieren zwei Fernstationen, die Guam Remote Station (GRS) und die Blossom Point Remote Station (BPRS) in Maryland. Zu den Aufgaben des White Sands Complex (WSC) zählt auch die Fernkontrolle von GRS und BPRS.
Die Auswahl und Lage der Standorte musste einige Kriterien erfüllen. Sie mussten im Sichtfeld der Satelliten liegen, nahe zum Äquator, und eine günstige Wetterlage mit wenigen Regentagen besitzen, wie es in New Mexico der Fall ist. WSGT wurde 1978 in Betrieb genommen, nur kurz vor dem geplanten Start des Space Shuttles 1979. STGT operiert seit 1994, nach dem erfolgreichen Start von TDRS-6.
WSGT und STGT arbeiten unabhängig voneinander, haben aber eine Notfallglasfaserleitung, um im Notfall Daten zu sichern. Jede der beiden Stationen sind mit 19-Meter-Schüsseln ausgerüstet – auch als Space-Ground Link Terminals (SGLT) bekannt –, um mit den Satelliten zu kommunizieren. Am WSGT sind drei und am STGT zwei SGLT installiert. Um volle Satellitenabdeckung zu garantieren, wurde 1992 auch in Guam ein SGLT installiert und in Betrieb genommen. Das GRS bei N 13.6148° E 144.8565° ist eine Erweiterung der Anlage WSGT. Die Basisstation besitzt sechs SGLT, wobei die Kontrolle beim WSGT im TDRS Operations Control Center (TOCC) liegt. Vor der Inbetriebnahme nutzte die NASA eine Ausweichstation in Diego Garcia, um volle Satellitenunterstützung zu gewährleisten.

## Weltraumsegment

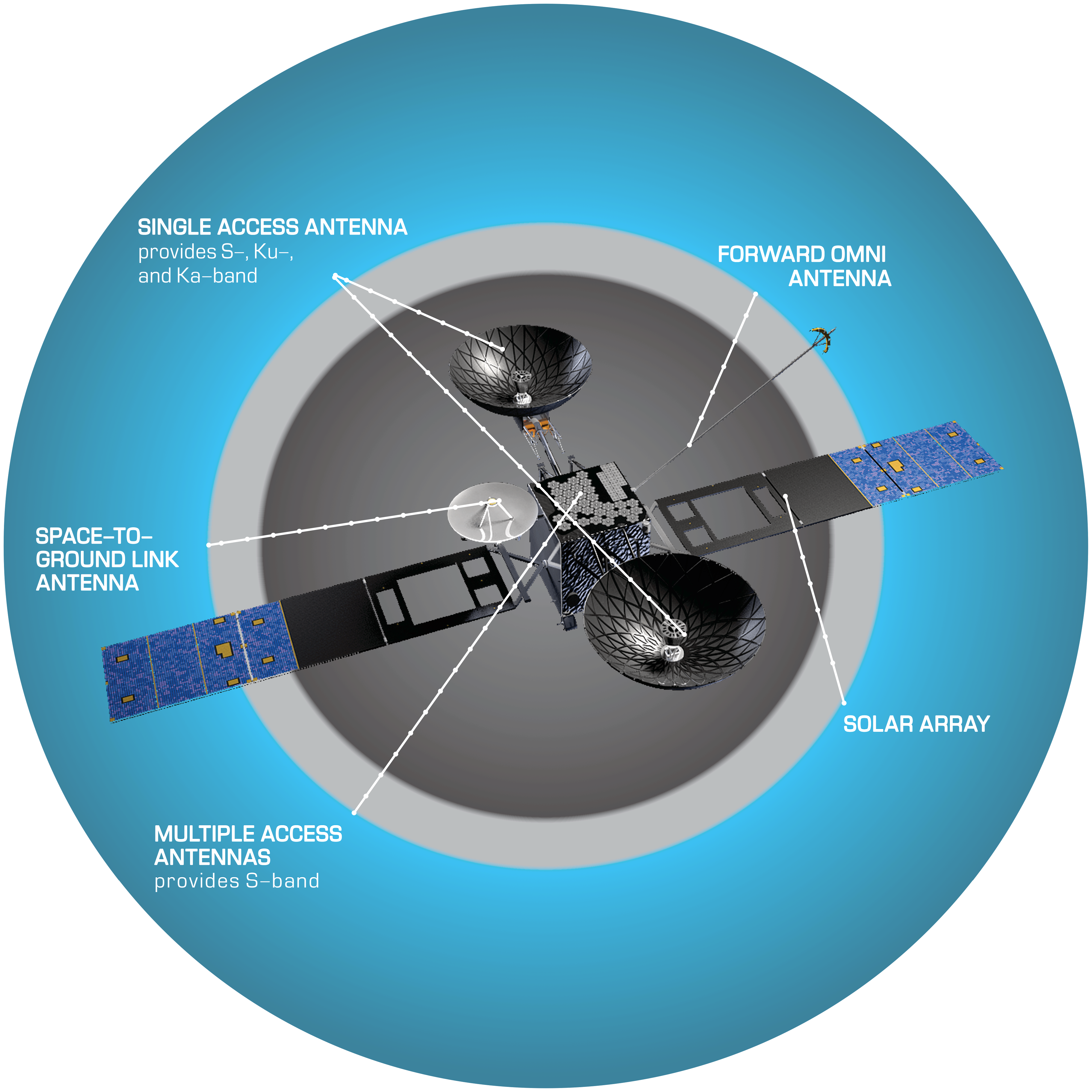
TDRSS satellite

Die Weltraumsegmente des TDDRS sind als dynamisches System konzipiert. Bei neuen im Orbit stationierten Satelliten werden drei als Primärsatelliten verwendet; der Rest kann als Reserve unverzüglich als Primärsatellit zugeschaltet werden. Der originale TDRSS-Entwurf hatte zwei Hauptsatelliten, die TDE (East) und TDW (West) genannt wurden, sowie einen Ersatzsatelliten. Die Zunahme an Daten in den 1980er Jahren veranlasste die NASA, das Netzwerk mit zusätzlichen Satelliten auszubauen.

## Benutzersegment
Das User Segment des TDRSS ist in vielen NASA-Programmen ein zentraler Bestandteil. Programme wie das Hubble-Weltraumteleskop und LANDSAT übertragen ihre Beobachtungen mittels TDRSS an die Einsatzzentrale. Die Weiterentwicklung der bemannten Raumfahrt war eines Gründe der Entwicklung von TDRSS, und die Technik wird auch im Space Shuttle und in der ISS als Kommunikationsübertragung verwendet.

## Einheiten des STDN
Die Hauptbestandteile des Space Flight Tracking and Data Network (STDN) sind das NASA Integrated Services Network (NISN), das Network control center (NCC), das Mission operations center (MOC), die Spacecraft data processing facility (SDPF) und das Multi mission flight dynamics lab (MMFD).
NISN stellt Datenübertragungsleitungen für Weltraummissionen bereit und betreibt ein Wide Area Network und Telekommunikationsleitungen für die Übertragung von Daten-, Sprach- und Videodiensten für alle NASA-Unternehmen und -Programme. Die NISN-Infrastruktur besteht unter anderem aus Netzwerkleitungen, Computern zur Netzwerkflusskontrolle in Glasfaserleitungen und verschiedene Netzwerkkomponenten. Es werden zwei Protokolle verwendet: Das Internet Protocol Operational Network (IPONET) und das High Data Rate System (HDRS). IPONET verwendet das auch im Internet übliche TCP/IP-Protokoll, um Daten zu übertragen.
HDRS wird für Missionen eingesetzt, die eine hohe Datentransferrate benötigen. Die Durchsatzrate liegt dabei zwischen 2 und 48 Mbit/s. HDRS benötigt keine Netzwerkinfrastruktur wie Router, Switches und Gateways, um Daten zu übermitteln.
Das NCC ist für die Planung, Zuverlässigkeit und Kontrolle von Services verantwortlich. Es verarbeitet Useranforderungen und übermittelt die Informationen an die zuständigen Stellen. Die Kontroll- und Sicherheitseinheit unterstützt Echtzeitanwendungen bei Empfang, Validierung, Darstellung und Vermittlung von TDRSS-Performancedaten. Der NCC war bis 2000 im Goddard Space-flight Center in Greenbelt, Maryland beheimatet und wurde anschließend ins WSC verlegt.
Das MOC ist die zentrale Stelle der Flugkörpersteuerung. Es administriert Unterstützungsanforderungen, überwacht die Flugkörperperformance und steuert die Informationen an die Flugkörper über TDRSS. Im MOC sind Forscher, Generalplaner, Missionsplaner und Flugüberwachung angesiedelt. Die Missionsplaner stellen Dokumentationen für Flugkörper und Missionen bereit. Die Flugoperatoren sind für die direkte Kommunikation zum Flugkörper zuständig, indem sie Kommandos absetzen und Operationen ausführen.
Das MMFD Lab stellt Flugprojektsunterstützung und Netzwerktracking sowie Höhen- und Orbitalmessungskontrolle zur Verfügung. Die orbitalen Parameter werden durch den Vergleich von aktuelle orbitalen Daten des Raumschiffs und den geplanten Daten bestimmt. Die Einstellungsparameter werden durch eine Menge von Parametern bestimmt, wie die Ausrichtung des Flugkörpers in Bezug auf bekannte Objekte wie zum Beispiel die Sonne, den Mond, Sterne oder das Erdmagnetfeld. Das Tracking Netzwerk analysiert und evaluiert die Qualität der Trackingdaten.

## Operationen

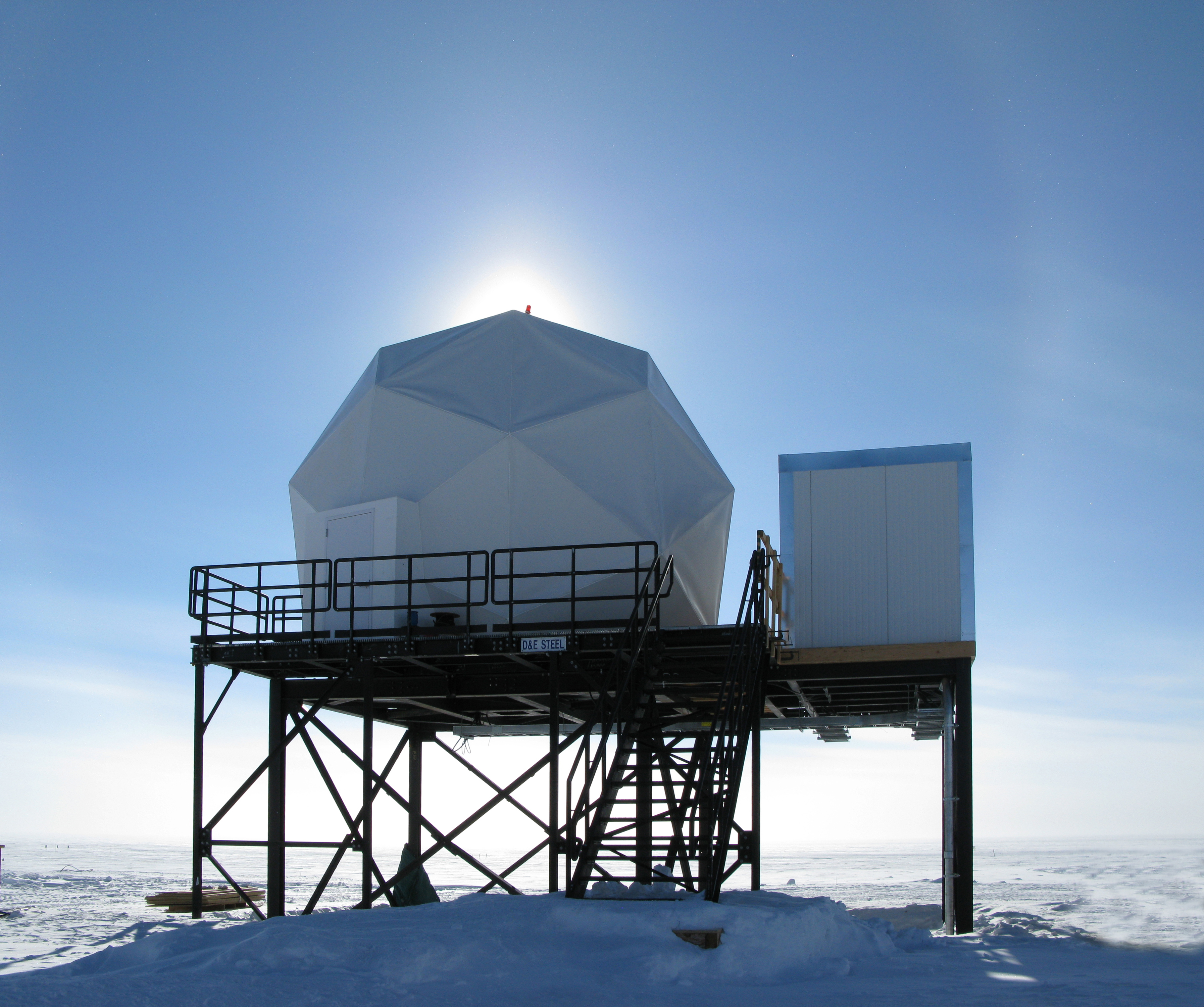
South Pole Tracking Relay-2

TDRSS wurde bei vielen Weltraumeinsätzen zur Datenübertragung eingesetzt und wird auch zur Datenanbindung der antarktischen McMurdo-Station verwendet, die über die TDRSS South Pole Relay Station erreichbar ist. Auch der amerikanische Teil der internationalen Raumstation ISS verwendet TDRSS zum Datenaustausch.

## Produktion
Die ersten sieben TDRSS-Satelliten wurden von TRW (jetzt Teil von Northrop Grumman Aerospace Systems) in Redondo Beach, Kalifornien, und die folgenden von Hughes Space and Communications, Inc. in El Segundo,
Kalifornien (jetzt Teil von Boeing) gebaut.

## Film
Das TDRSS fand in dem James-Bond-Film Moonraker und in dem Film Event Horizon Erwähnung.

## Startabfolge
Während der Produktionsphase werden alle TDRSS-Satelliten alphabetisch aufsteigend gekennzeichnet. Erreicht ein Satellit den für ihn vorgesehenen geostationären Orbit, wird diese Kennung in eine numerische umgewandelt.
Deshalb werden Satelliten, die zwar fertiggestellt wurden, aber durch Startzwischenfälle oder durch Fehlfunktionen nie in Betrieb genommen wurden, nicht nummerisch gekennzeichnet, sondern behalten ihre alphabetische Kennung (TDRS-B wurde zum Beispiel wegen des Unfalls der Challenger-Raumfähre nie nummeriert).